# Tokyo Peil

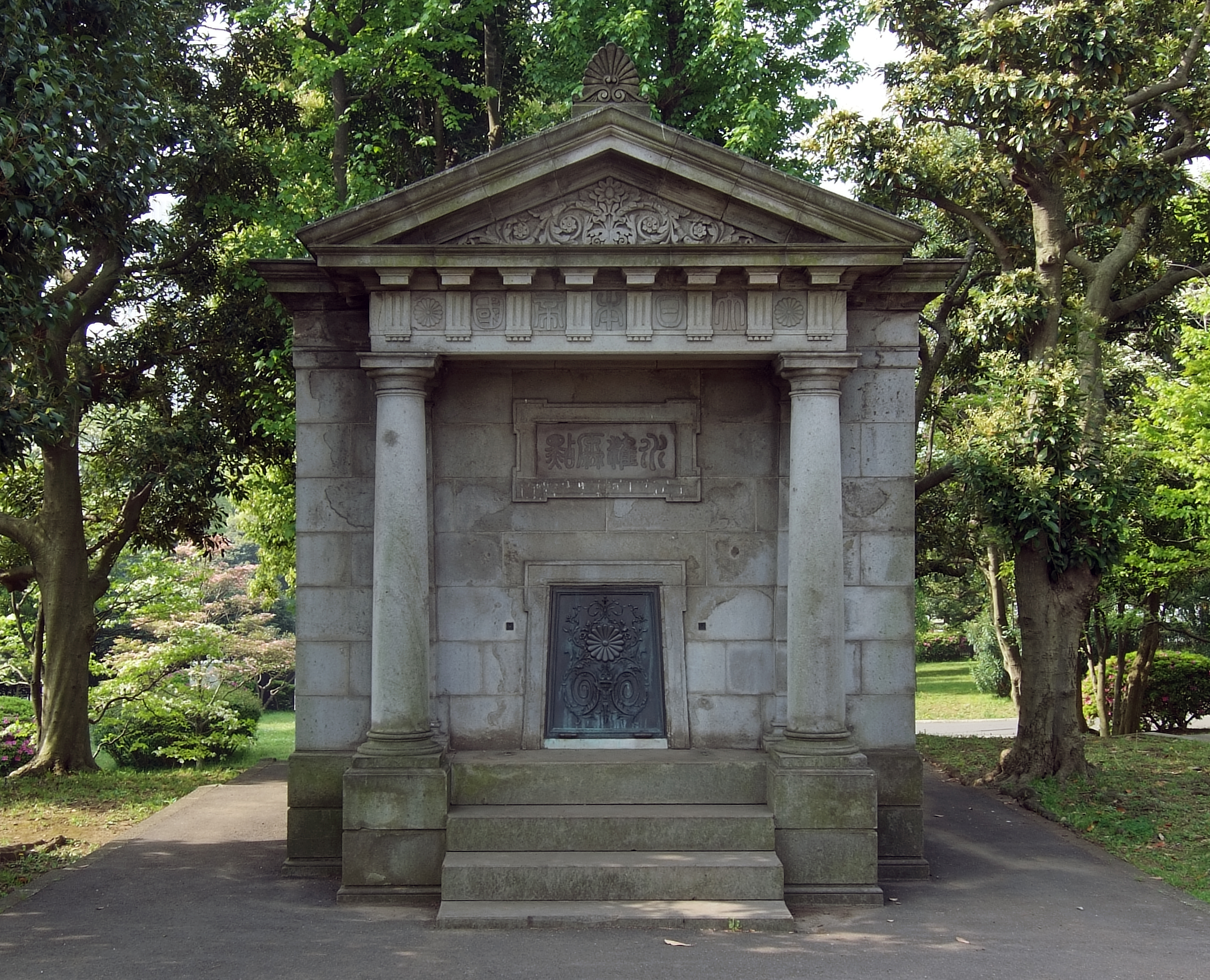
Gebäude mit der Referenzmarke in Tokyo

Der Nihon Suijun Genten (japanisch 日本水準原点, dt. „Japanischer Wasserhöhen-Referenzpunkt“) ist in einem kleinen Gebäude in der (nördlichen) Grünanlage vor dem Parlamentsgebäude in Tokio angebracht. Er dient als Höhenfestpunkt für die japanische Bezugsfläche für Höhen über dem Meeresspiegel, die im Japanischen als Tōkyō-wan heikin kaimen (東京湾平均海面, „mittlerer Meeresspiegel [= Mittelwasser] der Bucht von Tokio“) bezeichnet wird bzw. als Tokyo Peil (kurz T.P., „Pegel Tokio“), wobei das Wort Peil aus dem Niederländischen stammt. Ausnahmen bilden Inseln abseits der vier japanischen Hauptinseln.

## Geschichte
1890 beschlossen und im Mai 1891 fertiggestellt, stand das Gebäude auf dem Gelände der damaligen Vermessungsabteilung des Generalstabs des Heeres mit einer Marke, die sich 24,5 m über dem Meeresspiegel befand. Damals ging man davon aus, dass bei dieser Höhenlage und einer Gründung, die bis zu einer Tiefe von 10 m reicht, keine Senkung erfolgen würde. Jedoch ergab eine Neuvermessung nach dem Großen Kantō-Erdbeben 1923 einen etwas geringeren Wert, nämlich 24,4140 m. Eine Vermessung nach dem Tōhoku-Erdbeben 2011 ergab eine weitere Absenkung auf 24,3900 m, dazu eine Verschiebung des Punktes von 0,0110 Sekunden in östlicher Richtung.
Da es bei entfernteren Inseln schwierig ist, auf die Höhe in Tokyo Bezug zu nehmen, haben 37 Inseln ihren eigenen Nullpunkt. Die Höhen von Okinawa z. B. werden vom mittleren Wasserspiegel der Nakagusuku-Bucht (中城湾, Nakagususku-wan) aus gemessen und die von Miyake von der Ako-Bucht aus.
Das Gebäude (日本水準原点標庫, Nihon suijun genten-hyō ko) mit der Referenzmarke hat heute die Adresse 1-1-2 Nagata-chō, Chiyoda-ku, Tōkyō-to. Das ist das Gelände der Kensei Kinenkan („Gedächtnishalle für Verfassungsmäßige Politik“) des japanischen Parlaments. Die Marke befindet sich innen im Gebäude, auf der Rückseite des außen sichtbaren Chrysanthemen-Wappens. Zum hundertjährigen Bestehen der Referenzmarke erschien am 30. Mai 1991 eine Briefmarke der japanischen Post mit dem Wert 62 Yen mit einer Auflage von 16 Millionen Stück. Das Nivelliergerät, das in der Meiji- und Taishō-Zeit benutzt wurde, war von der Berliner Firma Carl Bamberg bezogen worden. Es wird heute im Nationalmuseum der Naturwissenschaften, Tokio, aufbewahrt.